# Губкин
Губкин е град в Русия, Белгородска област, административен център на градски окръг Губкин.

## География
Разположен е в северната част на Белгородска област по бреговете на река Осколец – десен приток на река Оскол. Намира се на 20 км западно от гр. Стари Оскол и на 116 км северозападно от областния център гр. Белгород.
Населението на града е от 88 560 жители според данните от преброяването от 2010 г.

## История
В началото на 1930-те години започва усвояване на басейна Курска магнитна аномалия (КМА) – най-голямото в света находище на желязна руда, под ръководството на геолога академик Иван Губкин.
На 19 септември 1939 г., след смъртта на академик Губкин (21 април), населеното място при мината е наименувано на него Губкин и получава статут на работнически град. На 23 декември 1955 г. с указ на Президиума на Върховния съвет на РСФСР на Губкин е даден статут на град на районно подчинение в Староосколски район на Белгородска област. През 1960 г. преминава на областно подчинение.
През 1967 г. започва строителство на Лебединския минно-обогатителен комбинат с производительност 50 милион тона железни кварцити годишно. През 1999 г. е въведен в експлоатация първият етап на завода за горещо брикетирано желязо на комбината.

## Икономика
- Лебедински минно-обогатителен комбинат
- Комбинат КМАруда
- КМАрудстрой
- КМАрудоремонт
- Губкинска ТЕЦ
- завод за пластмасови прозорци „Вектор-Пласт“
- Губкински месокомбинат
- шевна фабрика
- обувна фабрика

През Губкин преминава железопътна линия Стари Оскол – Ржава. В града има железопътна гара и автогара.

## Побратимени градове
- Стари Оскол, Русия
- Каракас, Венесуела